# 陳霞林
陳霞林（1834年6月15日—1891年10月22日），亦名希陶、桃源，字洞漁，又字篷源、蓬源，號問津，福建臺灣府淡水廳大稻埕（今臺灣臺北市大同區）人，籍貫同安西源鄉，清代舉人、官員、仕紳。曾任內閣中書、國史館校對、廣東省候補知府。因在中法戰爭期間協助辦理團練而被台灣巡撫劉銘傳賞賜。

## 家族
祖父陳鴻同，父親陳天來。家族原居於淡水拳山堡萬順寮，後遷居大稻埕獅館巷。陳霞林的堂弟陳儒林亦為官員，曾任內閣中書。

## 生平
陳霞林年少時拜大龍峒文人陳維英為師。咸豐四年（1854年）新任淡水同知丁曰健來到淡水廳，特別看中其才能，後拔得廳試第一。咸豐五年（1855年）中舉第66名，時年22歲。咸豐六年（1856年）擔任內閣中書、國史館校對，後成為候補知府，分發至廣東省補用。因曾在北京設置公館，故人稱「陳部爺」。同治七年（1868年）戊辰科挑取謄錄。建造台北城時，陳霞林也出錢出力，因而獲朝廷賞賜。
光緒十年（1884年）中法戰爭爆發，陳霞林向富戶籌借銀票二十萬兩，並辦理團練，防守滬尾海口。次年劉銘傳上其功，晉升為道員，賞戴花翎，三代二品封典。
光緒十七年（1891年）陳霞林奉命擔任廣東勸業道。八月，抵達廣州，九月二十日（就任前三天），染病逝於廣州，享年五十九歲。

## 遺跡
- 陳霞林之墓位於淡水興仁社區內[3]。
- 紗帽山上仍留有陳霞林的舉人旗桿及陳霞林祖母李孺人之墓[4]。
- 陳氏宗祠「陳德星堂」曾交由陳霞林管理，該堂已於1985年8月19日列為三級古蹟[5]。

## 詩作
陳霞林的詩作目前僅存一首七言律詩〈淡水黃鑑澄之妻何氏〉。 此詩原收錄於連橫《臺灣詩乘》，又記載於賴子清《臺灣詩海》，題作〈仰藥救夫〉。
|  | 誤信刑夫測子平，從容就義出愚誠。 可憐入地身先死，只望回天婿更生。 鴆毒自甘心自苦，鴛儔為重命為輕。 世間多少鬚眉輩，奇氣誰堪日月爭。 |

## 圖集

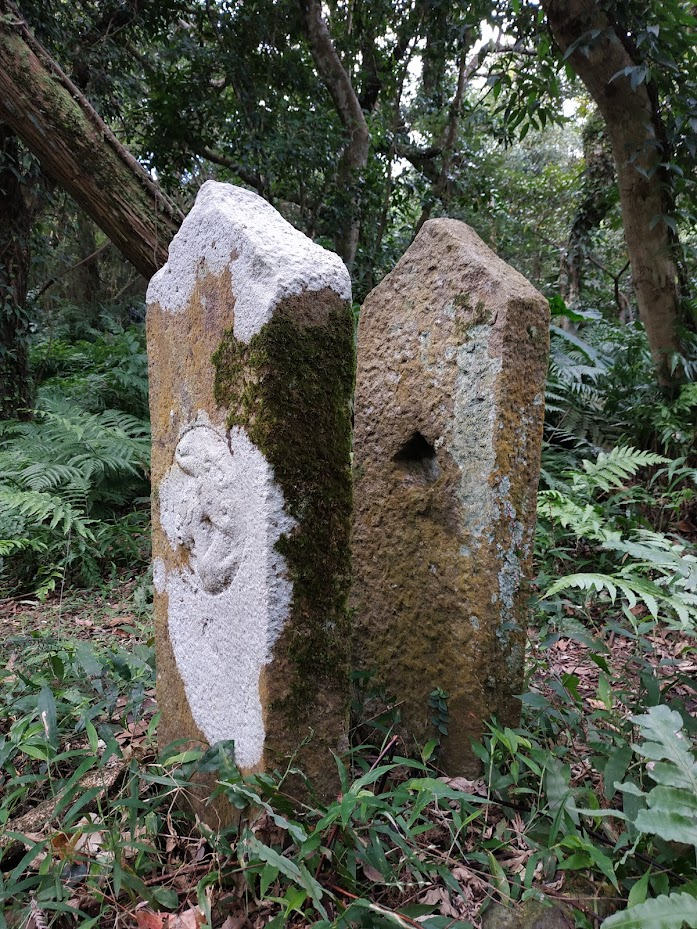
陳霞林舉人旗桿
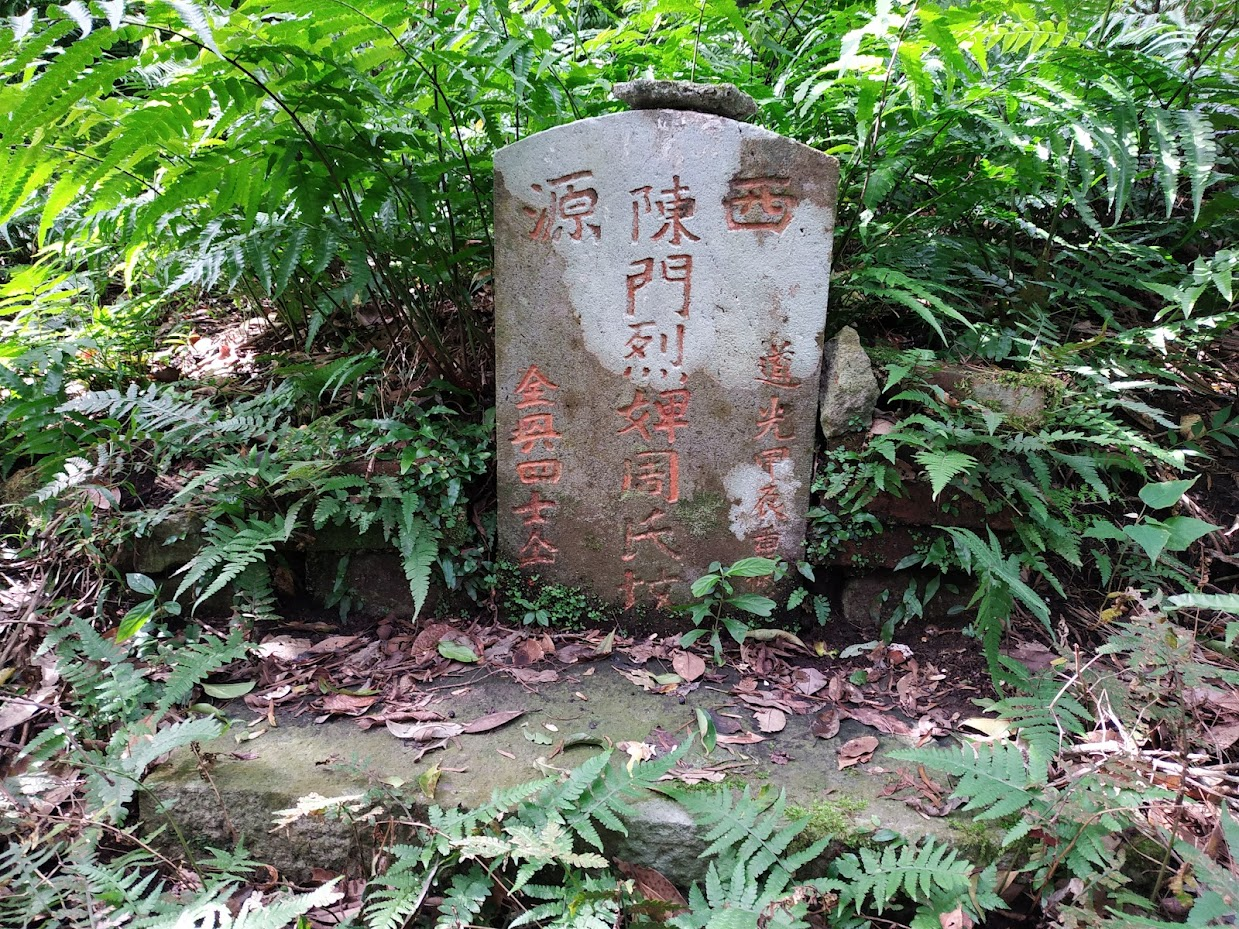
陳霞林婢女周氏之墓